# Aulonocnemis irregularis
Aulonocnemis irregularis är en skalbaggsart som beskrevs av Edgar von Harold 1869. Aulonocnemis irregularis ingår i släktet Aulonocnemis och familjen Aulonocnemidae. Inga underarter finns listade.